# Konvektion (Wärmeübertragung)
Konvektion (von lateinisch convehere ‚zusammentragen‘, ‚zusammenbringen‘) oder Wärmeströmung ist, neben Wärmeleitung und Wärmestrahlung, einer der drei Mechanismen zur Wärmeübertragung von Energie von einem Ort zu einem anderen. Konvektion ist stets mit dem Transport von Teilchen verknüpft, die ihre Energie mitführen, daher wird auch die Bezeichnung Wärmemitführung verwendet. In nicht-permeablen Festkörpern oder im Vakuum kann es folglich keine Konvektion geben. Konvektion ist in Gasen oder Flüssigkeiten kaum zu vermeiden.
Auch Feststoffpartikel in Fluiden können an der Konvektion beteiligt sein, siehe z. B. Wirbelschicht. Festkörper können also auch durch Bewegung Wärmeenergie transportieren, wenn sie diese an einem Ort aufnehmen und später an einem anderen abgeben, was aber für sich keine Konvektion ist. Erst die Strömung eines Fluids ermöglicht die Konvektion.
Im Zusammenhang mit Strömungen finden neben der hier beschriebenen Wärmeübertragung durch Konvektion (Wärmeströmung) weitere konvektive Vorgänge statt, die neben Energie weitere physikalische Größen übertragen.

## Allgemeines
Konvektion wird durch eine Strömung hervorgerufen, die Teilchen befördert. Ursache für die transportierende Strömung können unterschiedliche Kräfte sein, wie z. B. die Schwerkraft oder Kräfte, die von Druck-, Dichte-, Temperatur- oder Konzentrationsunterschieden herrühren.
Man unterscheidet dabei die
- erzwungene Konvektion, bei der der Teilchentransport durch äußere Einwirkung, zum Beispiel ein Gebläse oder eine Pumpe, hervorgerufen wird, und

- freie oder natürliche Konvektion, bei der der Teilchentransport ausschließlich durch Auswirkungen des Temperaturgradienten hervorgerufen wird.

Freie Konvektion aufgrund thermischer Dichteunterschiede: Bei Erwärmung dehnen sich Stoffe in der Regel aus (Ausnahme z. B. die Dichteanomalie des Wassers). Unter Einwirkung der Gravitationskraft steigen innerhalb eines Fluids Bereiche mit geringerer Dichte gegen das Gravitationsfeld auf (Statischer Auftrieb), während Bereiche mit höherer Dichte darin absinken.
Wenn an der Unterseite Wärme zugeführt wird und an der Oberseite die Möglichkeit zur Abkühlung besteht, so entsteht kontinuierliche Strömung: Das Fluid wird erwärmt, dehnt sich dabei aus und steigt nach oben. Dort angelangt kühlt es sich ab, zieht sich dabei wieder zusammen und sinkt ab, um unten erneut erwärmt zu werden.

## Konvektion ohne Stoffaustausch

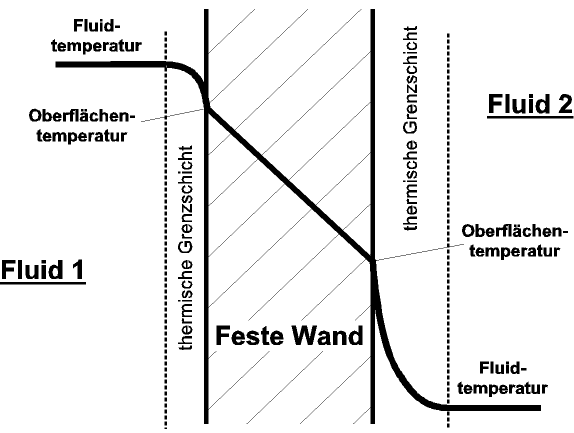
Wand mit beidseitiger Konvektion

Das Bild zeigt den Temperaturverlauf in einer festen Wand mit beidseitigem konvektivem Wärmeübergang. In der Wand werden keine Atome bewegt, deshalb liegt dort Wärmeleitung vor.
Während im festen Körper eine reine Wärmeleitung mit linearem Temperaturverlauf stattfindet, verläuft der Wärmetransport im Fluid innerhalb einer thermischen Grenzschicht. Bedingt durch die lokale Strömungsgeschwindigkeit, die direkt an der Wand gleich Null sein muss, liegt in Wandnähe zunächst ebenfalls eine Wärmeleitung im Fluid vor, die kontinuierlich durch Mischungsvorgänge überlagert wird, so dass der wandnah lineare Temperaturverlauf in einen nichtlinearen übergeht, und zwar unabhängig davon, in welcher Richtung die Wärme strömt.
Die Konvektion wird hier bestimmt durch die „Grenzschicht“, die Schicht zwischen beiden Volumina, in der sich die physikalischen Parameter von denen der beiden Volumina unterscheiden. Die wesentlichen Parameter sind die Temperatur und die Zusammensetzung der Stoffe sowie die Strömungsgeschwindigkeit. Jeder dieser Parameter bildet eine eigene Grenzschicht. Im Falle der Konvektion zwischen Fluiden ist die Bestimmung der Grenzschichten meistens sehr schwierig bis unmöglich, da sie messtechnisch nicht oder schlecht erfassbar sind und sich oft mit hoher Frequenz ändern.
Der Wärmestrom wird durch die Wärmeübergangszahl α oder die dimensionslose Nußelt-Zahl Nu beschrieben.
Naturgemäß ist bei der freien Konvektion die Richtung der Strömung durch die Gravitation vorgegeben, denn die Strömung wird durch Dichte- und damit Gewichtsunterschiede bewirkt. Für eine optimale Nutzung ist deshalb eine vertikale Ausrichtung der Oberfläche des festen Körpers anzustreben. Bei erzwungener Konvektion dagegen ist die Ausrichtung im Raum beliebig, da die Strömung normalerweise konstruktiv so dimensioniert wird, dass der Anteil der unvermeidbaren freien Konvektion unmaßgeblich ist.

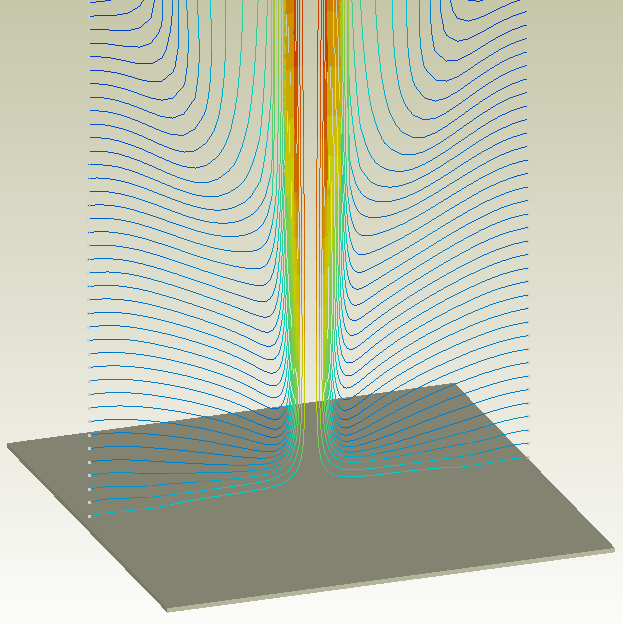
Numerische Simulation der Konvektion über einer horizontalen Platte – Stromfäden …
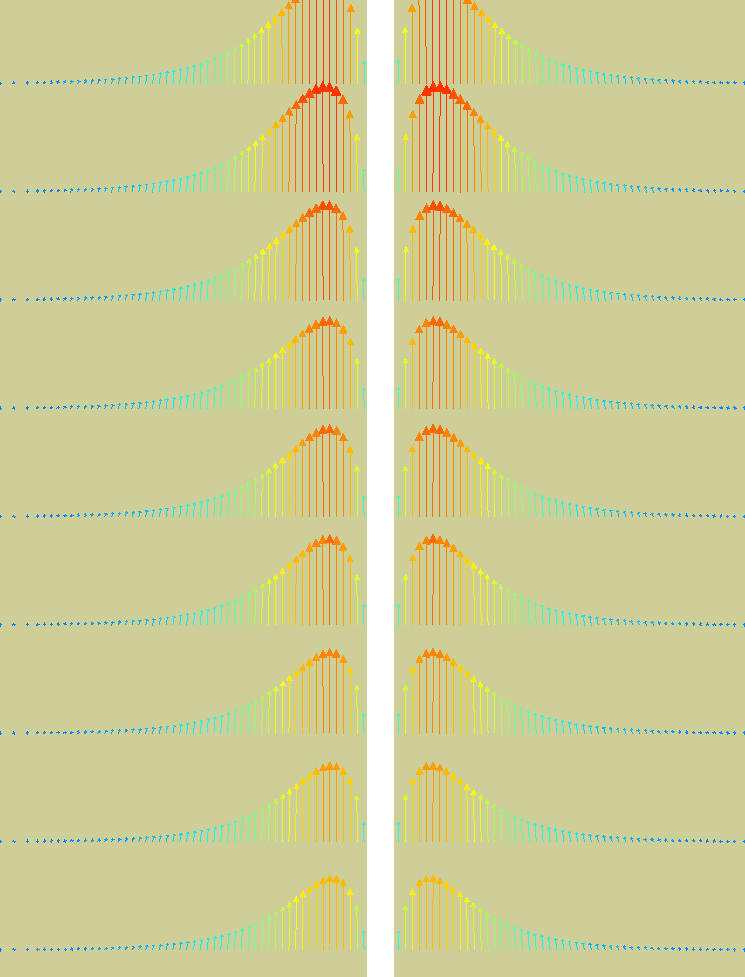
Gleiches für eine vertikale Platte – vertikale Geschwindigkeitskomponente
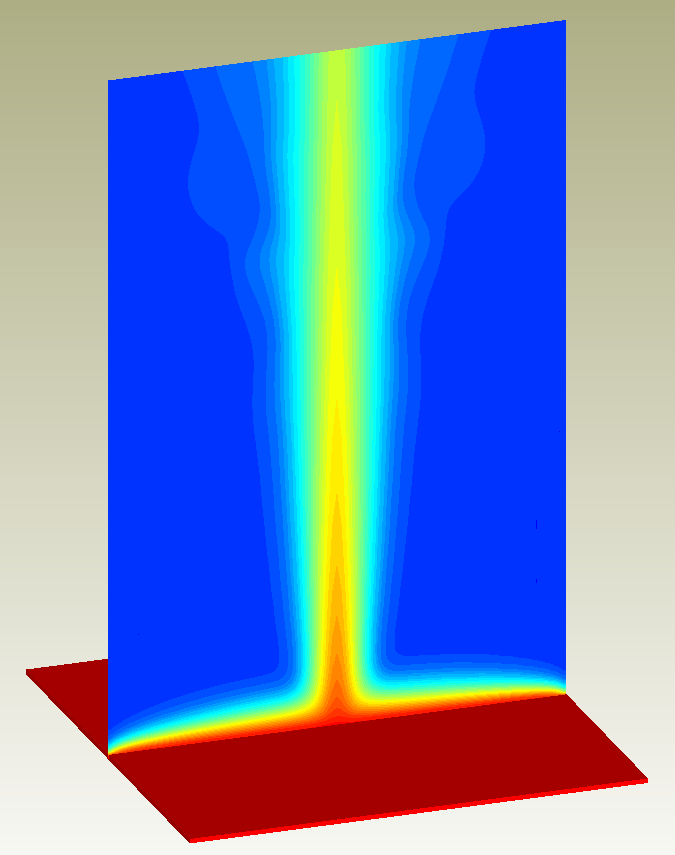
… und Temperaturfeld
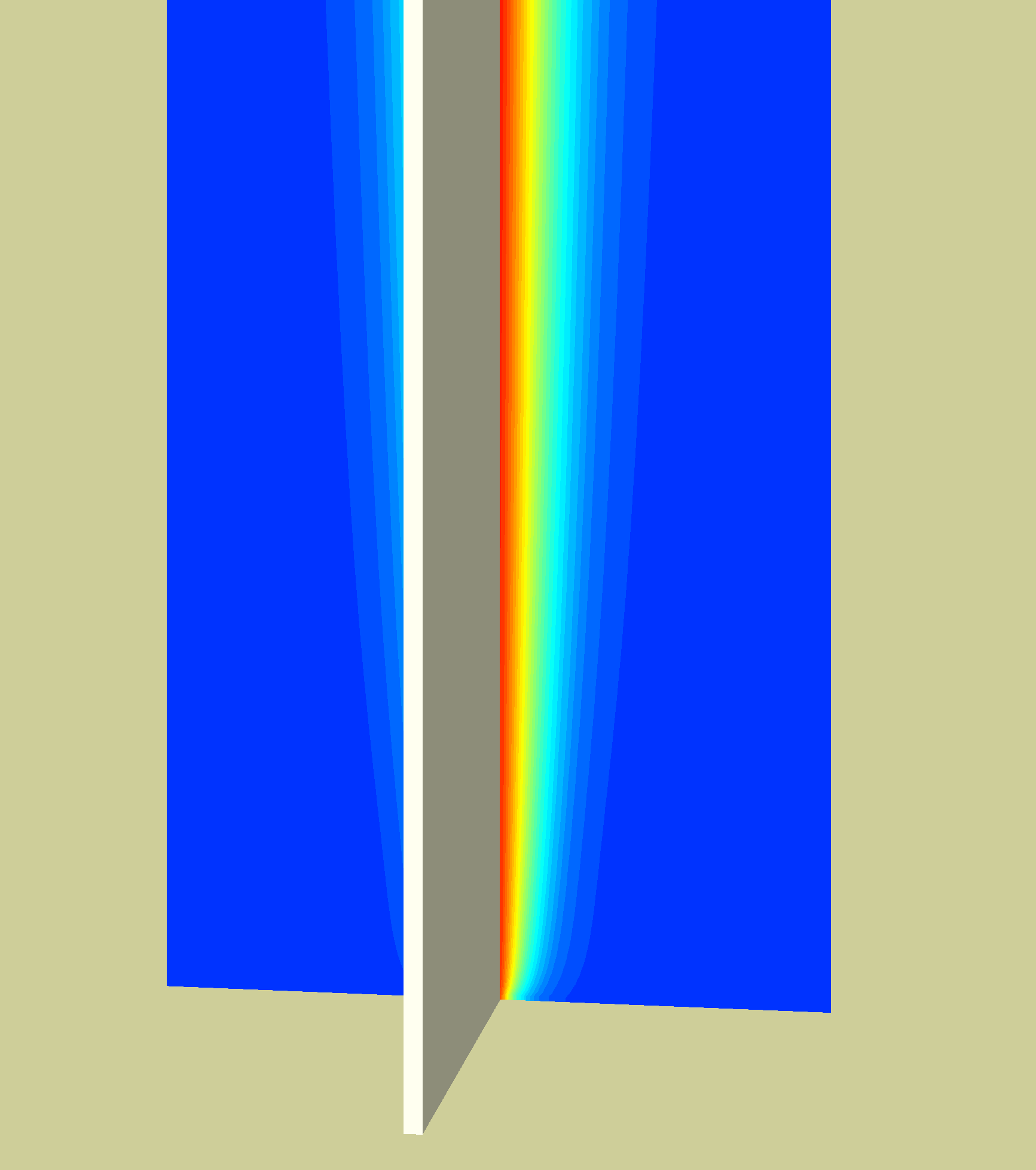
… und Temperaturfeld

Da sich bei letzterer die den Wärmestrom kennzeichnenden Parameter (Temperaturunterschiede, Dichteunterschiede, Auf-/Abtrieb, Strömungsgeschwindigkeiten) gegenseitig beeinflussen, ist die Bestimmung der Wärmeübertragung von technischen Bauteilen sehr kompliziert. So muss beispielsweise die Leistungsmessung an Raumheizköpern für jeden Typ und jede Größe unter unterschiedlichen Betriebsbedingungen bei fest vorgegebenen Randbedingungen einzeln messtechnisch ermittelt werden. Eine rechnerische Simulation ist dagegen selbst mit heutigen Hochleistungsrechnern noch aufwendiger und vor allem ungenauer.
Der Vorteil der freien Konvektion ist der, dass der Wärmetransport ohne zusätzliche Antriebsenergie und -apparate erfolgt, allerdings gibt die Gravitation Grenzen in der örtlichen Verteilung vor, da die Strömung vorzugsweise vertikal ausgerichtet ist. Nachteilig ist der schlechte Wärmeübergang, der durch große Flächen kompensiert werden muss. Der Wärmetransport mit Fluiden über große Entfernungen ist wegen der thermischen Verluste für beide Arten der Konvektion nachteilig, zum Beispiel bei Fernwärme.
Mit freier Konvektion ist auch ein Zirkulationssystem möglich, wenn eine Wärmequelle und eine -senke in einem geschlossenen Raum vorhanden sind (Beispiel: Raumheizung, Wärmerohr), das in gewissen Grenzen selbstregelnd wirkt (Gegenkopplung), da bei ansteigender Temperaturdifferenz die Zirkulation zunimmt und umgekehrt.
Der Wärmeübergang kann, auch bei freier Konvektion, erheblich effektiver sein, wenn das Fluid im Arbeitstemperaturbereich einen Siedepunkt hat, zum Beispiel der Kondensator einer Kältemaschine (die Rohrschlange außen an der Rückseite eines Haushaltskühlschranks, in der auf der Innenseite das Kältemittel kondensiert). Hinzu kommt der Vorteil, dass der Wärmeübergang auf dieser Seite fast vollständig isotherm verläuft, das heißt die Temperaturdifferenz zur Raumluft im ganzen Rohr nahezu gleich ist.

### Konvektion in einer horizontalen Schicht
Ein über einer geheizten horizontalen Fläche stehendes Fluid (Beispiel: Luft über erwärmter Erdoberfläche, Wasser im Kochtopf) überströmt die Fläche bei sehr geringem Temperaturunterschied und fehlenden äußeren Einflüssen nicht. Es findet nur Wärmeleitung und Wärmediffusion statt. Bei höherem Temperaturunterschied bilden sich Konvektionsströmungen in Form rollenförmiger oder sechseckiger Strukturen, die Konvektionszellen oder Bénard-Zellen. Bei weiter steigendem Temperaturunterschied werden die Strukturen turbulent, siehe Granulation (Astronomie).

## Konvektion mit Stoffaustausch
Oft ist das „andere“ Volumen aber selbst auch ein Fluid, was zur Folge hat, dass die Grenzflächen fließend ineinander übergehen und in vielen Fällen zu dem Wärmeaustausch ein Stoffaustausch hinzukommt, das heißt, dass hier auch eine Angleichung der Stoffzusammensetzung erfolgt. Überströmt das Fluid einen Feststoff oder ein Stoffgemisch mit einem niedrigeren Sättigungsdampf- oder Sublimationsdruck, so führt dies zu einem Stoffaustausch, indem der Stoff, dessen Dampf- oder Sublimationsdruck überschritten wird, in das Fluid diffundiert (Beispiel: Trocknung). Dazu ist eine Temperaturdifferenz nicht unbedingt erforderlich, aber förderlich. Diese stellt sich in der Regel schon dadurch ein, dass der Stoff, der verdampft oder sublimiert wird, die Verdampfungsenthalpie seiner eigenen festen oder flüssigen Phase entzieht und diese damit abkühlt, was jedoch auch schon bei einer Verdunstung der Fall ist (siehe Siedekühlung).
Natürliche Konvektion kann in diesem Fall auch dadurch entstehen, dass infolge des Stofftransports das Fluid seine Dichte verändert und damit den Auf- bzw. Abtrieb erhält, wenn die Temperaturdifferenz dazu zu gering ist.
Der Vorgang ist dadurch gekennzeichnet, dass der Wärme- von einem Stofftransport überlagert wird. Beide folgen den in etwa gleichen Gesetzmäßigkeiten, was als die „Analogie zwischen Wärme- und Stoffaustausch“ bezeichnet wird. Dies drückt sich auch in der mathematischen Beschreibung aus: der Wärmetransport wird durch das Fouriersche, der Stofftransport durch das Ficksche Gesetz beschrieben, die formal gleich sind, sich lediglich durch die Variablen Temperatur beziehungsweise Konzentration und die jeweiligen Übergangswiderstände unterscheiden.
Bei nicht miteinander mischbaren Flüssigkeiten, beispielsweise Wasser und Öl, sind die Vorgänge bei geringen Strömungsgeschwindigkeitsdifferenzen mit denen an einer festen Wand vergleichbar, bei höheren kann eine Tropfenbildung auftreten, die zu einer Emulsion führt. Diese wiederum führt zu einer erhöhten Wärmeübertragung infolge einer Vergrößerung der Grenzflächen an den Tropfen.
Sind beide Fluide miteinander mischbar, wie das bei Gasen immer der Fall ist, so gibt es keine Grenzfläche, die die Grenzschicht stabilisieren könnte. Ein typischer Fall ist eine Flamme, beispielsweise einer Kerze oder eines Feuerzeugs. Bedingt durch die Konvektion der aufströmenden Gase strömt ihre eigene Verbrennungsluft aufgrund des erzeugten Unterdrucks von unten nach. Vom Flammenkern nach außen entsteht ein starkes Temperaturgefälle, durch das die Flammgase aufsteigen, die umgebende Luft „ansaugen“ und nach oben „mitführen“. Schon bei relativ geringen Strömungsgeschwindigkeitsdifferenzen findet Verwirbelung und daraus folgend eine Vermischung statt.
Große Dichteunterschiede von Gasen können eine Grenzschicht trotz eines großen Temperaturgefälles stabilisieren, so haben etwa die Schwefelsäurewolken der Venus eine meist strukturlose Oberfläche und Leiterplatten tauchen beim Dampfphasenlöten sichtbar in den heißen Galden™-Dampf ein.

## Beispiele

### Freie Konvektion
- Golfstrom: Aus der Karibik wird warmes Oberflächenwasser zunächst entlang der Ostküste der USA, dann weiter in nordöstlicher Richtung quer über den Atlantik an Irland vorbei transportiert. Durch Verdunstungsverluste und die damit verbundene Erhöhung der Salzkonzentration wird das Wasser spezifisch schwerer und sinkt bei Island in die Tiefe. Ohne diese „Warmwasserheizung“ wären die Temperaturen in Europa so niedrig wie in Mittelkanada.
- Die Erdatmosphäre und die Ozeane beziehungsweise Meere bilden ein System freier Konvektion mit einem Zweiphasensystem Luft/Wasser, mit Verdampfung/Kondensation und Mischung/Entmischung (Wolken/Regen) sowie Wärmequellen (solar erwärmte Flächen auf dem Festland und den Meeren) und Wärmesenken (der Sonne abgewandten Seite der Erde und polnahe Regionen), Zirkulation. Luft wird am warmen Erdboden erwärmt und steigt nach oben, ein entscheidender Faktor für die Entstehung von Wind, Wolken und Gewittern. Großräumiger horizontaler Wärmetransport wird auch als Advektion bezeichnet.
- In der temperaturbedingten Dichteschichtung von Seen kommt es zu Zeiten der Abkühlung an der Oberfläche (nachts und im Herbst) zu vertikalen Konvektionsströmungen zwischen oberen und unteren Wasserschichten.
- Im Inneren der Erde sind Gesteine bedingt fließfähig und transportieren über einen langen Zeitraum hinweg Wärme. Auch der Erdmantel und der äußere Erdkern bilden, bei der Betrachtung über erdgeschichtliche Zeiträume hinweg, Konvektionssysteme. Diese sind die Ursache für die Plattentektonik und damit für Erdbeben und Vulkane. Man spricht von einer Mantelkonvektion durch die so genannten Plumes. Im äußeren Kern erzeugt die Konvektion der flüssigen Eisenlegierung das Erdmagnetfeld.
- In Sternen und erkaltenden Planeten transportiert Konvektion thermische Energie aus dem Inneren nach außen.
- Die körnige Struktur der Sonnenoberfläche entsteht durch auf- und absteigendes Material in den äußeren Bereichen der Sonne. Heißeres und heller leuchtendes Material steigt in den Granulen auf, gibt Wärme als Strahlung ab und sinkt in den dunkleren Zonen zwischen den Granulen wieder ab. Im Gegensatz dazu sind die Sonnenflecken und Protuberanzen ein magnetisches Phänomen.
- Wird der Heizkessel einer Zentralheizung am tiefsten Punkt des Heizungssystems installiert, kann dieses ohne Umwälzpumpe arbeiten (Schwerkraftheizung). Das warme Wasser steigt durch Konvektion nach oben in die Heizkörper, kühlt sich dort ab und fließt wieder nach unten.
- An der Außenseite von Heizkörpern, Fußbodenheizungen und anderen Bauteilen tritt freie Konvektion der Luft auf: Luft dehnt sich durch Erwärmung aus und drängt durch den erhöhten statischen Auftrieb nach oben. Von unten strömt die kühlere Luft über den Boden und den Wänden nach.
- Solarturm, Aufwindkraftwerk: Gewinnung von elektrischer Energie aus freier Konvektionsströmung.
- Beim Segelflug wird Flugenergie u. a. aus thermischem Aufwind, der so genannten Thermik gewonnen.
- Im Kamin (Schornstein) stellt die Konvektion sicher, dass die heißen Verbrennungsabgase durch den Auftrieb immer nach außen abgeführt werden (Kamineffekt). Der Kamin muss so dimensioniert sein, dass trotz Wärmeabgabe über die Innenwand eine ausreichende Auftriebsströmung erhalten bleibt. Das wird durch entsprechende Höhe und geeignete Durchmesser erreicht.
- In Wohnhäusern sorgt der Effekt der Fugenlüftung dafür, dass warme Luft durch obere Fugen entweicht und kalte Luft durch untere Spalten nachströmt.
- Wäschetrocknung an der Leine: wie Haartrocknung, jedoch freie Konvektion (Verdunstung kühlt, Luft strömt abwärts)
- Wird ein Kühlschrank geöffnet, strömt kalte Luft unten heraus. Im oberen Teil der Türöffnung strömt im Gegenzug warme Luft hinein.
- Mit einem Wärmerohr können mit geringem Aufwand und auf kleinem Raum große Energiemengen transportiert werden. Effektive Kühlungen sind hiermit möglich.

### Erzwungene Konvektion
- Kühlung von Computer-Prozessoren mit Lüfter.
- Wasserkühlung von Kraftfahrzeug-Motoren
- Bei der Haartrocknung mit dem Fön wird durch ein Gebläse Konvektion erzwungen.
- Warmwasserheizung: Hier sorgen Umwälzpumpen für eine Verteilung des Warmwassers auch in die entfernten Komponenten der Heizungsanlage.
- Die Spulen von Großgeneratoren müssen gekühlt werden. Die Spulen im Stator werden mit Wasser gekühlt. Die Spulen im Rotor dagegen mit Wasserstoff, der durch das Generatorgehäuse unter einem Druck von bis zu 10 bar zirkuliert und seine Wärme in einem nachgeschalteten Wärmeübertrager abgibt.